# 瓦尔瓦
瓦尔瓦（義大利語：Valva），是意大利萨莱诺省的一个市镇。总面积26.21平方公里，人口1768人，人口密度67.5人/平方公里（2009年）。ISTAT代码为065155。